# هيربر باريرا
هيربر باريرا (بالإسبانية: Herber Barrera) هو لاعب كرة قدم سلفادوري في مركز الهجوم، ولد في 28 أبريل 1987 في أوسولوتان في السلفادور. شارك مع منتخب السلفادور لكرة القدم. أما مع النوادي، فقد لعب مع نادي لويس أنخيل فيربو.

## وصلات خارجية
- هيربر باريرا على موقع إي إس بي إن إف سي (الإنجليزية)
- هيربر باريرا على موقع قاعدة بيانات كرة القدم.إي يو (الإنجليزية)
- هيربر باريرا على موقع ناشيونال فوتبول تيمز (الإنجليزية)
- هيربر باريرا على موقع Soccerway.com (الإنجليزية)